# 대성초등학교 (전북)
대성초등학교는 대한민국 전북특별자치도 장수군 장수읍에 있었던 초등학교이다.

## 연혁
- 1902.10.01 식천리 개량서당 개설
- 1938.04.01 공립 개편(장수제2공립심상소학교)
- 1941.04.01 대성공립국민학교로 개칭
- 1987.03.01 병설유치원 개원
- 1991.03.01 식천분교장 통폐합
- 1996.03.01 대성초등학교로 개칭
- 1999.03.01 수남초등학교로 통폐합